# Кастелжалу
Кастелжалу (фр. Casteljaloux) насеље је и општина у југозападној Француској у региону Аквитанија, у департману Лот и Гарона која припада префектури Нерак.
По подацима из 2011. године у општини је живело 4678 становника, а густина насељености је износила 152,93 становника/km². Општина се простире на површини од 30,59 km². Налази се на средњој надморској висини од 69 метара (максималној 168 m, а минималној 55 m).

## Демографија
| 1962. | 1968. | 1975. | 1982. | 1990. | 1999. | 2011. |
| ----- | ----- | ----- | ----- | ----- | ----- | ----- |
| 5.031 | 5.406 | 5.343 | 5.229 | 5.048 | 4.755 | 4.678 |

График промене броја становника у току последњих година